# الشهبانية (بنقردان)
الشهبانية هي قرية وعمادة تونسية تابعة لمعتمدية بنقردان، تبعد قرابة 35 كلم على وسط مدينة بنقردان وتبلغ مساحتها 487 كلم مربع، بلغ عدد سكانها 2,401 نسمة حسب آخر إحصائيات سنة 2014

### مواضيع ذات علاقة
- معتمدية بنقردان.
- ولاية مدنين.